# Замок Блекрок (Корк)
Замок Блекрок (англ. Blackrock Castle, ірл. Caisleán na Carraige Duibhe) — замок Каррайг Дуйбе, замок Чорної Скелі — один із замків Ірландії, розташований в графстві Корк, у місті Корк, в 2 км від центру міста, на березі річки Лі. Замок побудований в XVI столітті за наказом королеви Англії Єлизавети І для захисту міста Корк з моря — в першу чергу від піратів. Але замок за всю свою історію так і не був використаний в якості оборонної споруди — використовувався для бенкетів аристократії. Нині в замку є обсерваторія, центр для відвідувачів, ресторан. Географічні координати замку: 51°54′00″N 8°24′09″W.

## Історія замку Блекрок
Наприкінці XVI століття громадяни міста Корк звернулися до королеви Англії Єлизавети I з проханням побудувати замок для захисту міста від піратів та інших загарбників. У 1582 році на цьому місці була побудована перша оборонна споруда, а в 1600 році була побудована кругла вежа для захисту порту і міста від кораблів, що могли б заходити у гавань. Збереглася і донині ця кругла вежа біля води — діаметром 10,5 м, зі стінами завтовшки 2,2 м.
Замок Блерокк був у власності міста Корк, згідно зі статутом короля Англії Джеймса I, який він дарував місту в 1608 році. Замок пізніше згадується в книзі Ради міста Корк у 1613 і 1614 роках. У 1722 році пожежа зруйнована стару чотириповерхову вежу і була побудована нова вежа. На це було витрачено 296 фунтів стерлінгів.
Замок використовувався корпораціями та аристократами міста Корк для проведення бенкетів та «великих зібрань», у тому числі пов'язаних з традиційним обрядом «Кидання». Цей звичай виник як мінімум в XVIII столітті, проводиться кожні три роки в серпні. Обряд полягав в тому, що міський голова кидав спис довжиною близько 4 футів з човна в море, щоб цим продемонструвати своє право на гавань біля міста Корк.
У 1827 році в замку знову сталася пожежа, що сильно пошкодила споруду. Реставрацію замку почав мер міста Корк Томас Дунскомб в 1828 році. Реставрація була завершена в березні 1829 року. При цьому архітектори додали три додаткових поверхи до первісної вежі, перебудували зовнішні споруди. Реставрація обійшлася місту Корк в 1000 фунтів стерлінгів. Архітекторами реставрації були Джордж Річард Пейн та Джеймс Пейн. Ці архітектори в той час займалися громадськими будівлями міста Корк. До сьогодні зберігся побудований ними комплекс будинків в неоготичному стилі, що був зведений навколо замку.
У ХХ столітті замок був у приватній власності, використовувався як приватна резиденція, в якості офісу, в якості ресторації. У 2001 році замок став власністю корпорації, почалися роботи по перетворенню замку в музей та обсерваторію.

## Обсерваторія
У 2001 році замок став спільною власністю Ради міста Корк та Технологічного інституту міста Корк.
У 2007 році розпочався проект «Космос у замку» з метою створення в замку наукового центру. У замку був облаштований інформаційних центр астрономії, що був відкритий для широкої публіки, радіотелескоп.
У замку також розміщені лабораторії, укомплектовані астрономічною апаратурою, що належать Технологічному інституту міста Корк.